# Club de Deportes Puerto Montt
Maillots
Dernière mise à jour : 25 mai 2024.
Le Club de Deportes Puerto Montt est un club de football chilien basé à Puerto Montt.

## Anciens joueurs
- César Cortés
- Paulo Garcés
- Aníbal González
- Esteban Paredes
- Nelson Tapia
- Fernando Giménez